# Marian Bełc
Pour les articles homonymes, voir Belc.
Marian Bełc (né le 27 juin 1914 à Paplin en Pologne - mort le 27 août 1942 à Babdown Farm au Royaume-Uni) est un pilote de chasse polonais, as des forces armées polonaises de la Seconde Guerre mondiale, titulaire de 7 victoires homologuées.

## Biographie
Marian Bełc suit une formation de pilote dans le cadre de sa préparation militaire à l'aérodrome de Łódź-Lublinek. Le 2 novembre 1934 il reçoit son affectation au 4e régiment aérien de Toruń. À l'automne 1937 il est transféré à la 152e escadrille de chasse basée à Wilno. Le 3 septembre 1939 il remporte sa première victoire sur un Bf 109.
Après l'invasion soviétique de la Pologne, il est évacué avec son escadrille en Roumanie, puis il arrive en France où il sert au groupe de chasse I/55. Après la bataille de France il gagne l'Angleterre. Le 2 août 1940 il est affecté à la 303e escadrille de chasse polonaise. Il participe à la bataille d'Angleterre pendant laquelle il détruit cinq avions ennemis. Le 30 septembre 1940 il est lui-même abattu mais s'en sort indemne. Le 21 mai 1941 il est nommé sous-lieutenant. Le 15 avril 1941 Marian Bełc épouse Audrey Stephenson originaire de Backburst (comté d'Aberdeenshire) en Écosse. Le 27 octobre 1941 vient au monde son fils Marian Edward.
En 1942 il devient instructeur et le 27 août de la même année il périt dans un accident aérien.

## Decorations
- Ordre militaire de Virtuti Militari
- La croix de la Valeur Krzyż Walecznych - 4 fois
- Distinguished Flying Cross - britannique